# Maniche
Nuno Ricardo de Oliveira Ribeiro, född 11 november 1977, mer känd som Maniche, är en portugisisk före detta fotbollsspelare.
Han är känd för sitt hårda spel och fina skott.
Tidigare klubbar: SL Benfica, FC Porto, Dynamo Moskva, Chelsea, Atletico Madrid, Inter, FC Köln.

## Meriter
- FC Porto
  - Primeira Liga: 2002/2003, 2003/2004
  - Portugisiska cupen: 2002/2003
  - Portugisiska supercupen: 2003, 2004
  - Uefa-cupen: 2002/2003
  - Champions League: 2004
- Chelsea
  - Premier League: 2005/2006
- Inter
  - Serie A: 2007/2008
- Portugal
  - Spelade i VM i fotboll: 2006